# The Citizen (Südafrika)

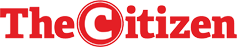
Logo der Zeitung

The Citizen ist eine vor allem in der Provinz Gauteng verbreitete englischsprachige Tageszeitung in Südafrika. Sie wurde 1976 als verdecktes Propaganda-Instrument der südafrikanischen Apartheid-Regierung gegründet. Heute gehört sie zum Medienkonzern Caxton and CTP Publishers and Printers, der Sitz der Zeitung ist Johannesburg. Samstags erscheint das Blatt als Saturday Citizen.

## Geschichte
Die Gründung des Citizen wurde 1976 vom damaligen Informationsminister Cornelius Petrus Mulder veranlasst. Als Besitzer fungierte der Millionär Louis Luyt. Die Kosten wurden von einem Reptilienfonds des Verteidigungsministeriums beglichen. Ziel war es, eine Zeitung zu verbreiten, die anders als die übrigen englischsprachigen Zeitungen die Politik der regierenden Nasionale Party unterstützte. Die Anzeigenerlöse waren gering; trotzdem wurde das Blatt teilweise zu Dumpingpreisen verkauft. Insbesondere die Rand Daily Mail sollte so geschädigt werden. Diese und andere illegale Handlungen zur Beeinflussung der öffentlichen Meinung wurden nach ihrer Aufdeckung durch Journalisten der Rand Daily Mail als Muldergate-Affäre bekannt. In der Folge wurde Mulder im Jahr 1979 aus dem Kabinett entlassen.
1998 erwarb das Unternehmen Caxton and CTP Publishers and Printers durch Übernahme des Unternehmens Perskor die Zeitung. 2012 wurde Eureka Zandberg als Herausgeberin berufen. Der langjährige Chefredakteur Martin Williams ging 2012 nach 19 Jahren in diesem Amt in den Ruhestand und wurde durch Steve Motale ersetzt. Der Designer Mario Garcia gestaltete das Blatt neu und verkürzte den Namen der Samstags-Ausgabe von Super Saturday Citizen zu Saturday Citizen. Zusätzlich wurden das Angebot im Internet ausgebaut.
Von Januar bis März 2015 betrug die durchschnittliche Auflage 57.096; damit lag der Citizen landesweit auf Rang 7.

## Beschreibung
The Citizen erscheint als Tabloid im Vierfarbdruck. Die Zeitung wird vor allem in Gauteng verkauft, aber auch in anderen Provinzen des Landes. Nach eigenen Angaben sollen die Beiträge „leicht zu lesen“ sowie „kurz und knackig“ (short and crisp) sein. Das Motto lautet More news your way (etwa: „Mehr Nachrichten auf Ihre Art“).